# Un uomo facile
Un uomo facile è un film drammatico del 1959, diretto da Paolo Heusch.